# Unicredit Bank Austria
Bank Austria Creditanstalt (BA-CA) este o bancă din Austria înființată în anul 1855.
Este lider pe piața financiară austriacă.
În anul 2006, BA-CA avea un număr de 1.180 de sucursale și 20.000 de angajați.
În anul 2000, banca germană HypoVereinsbank (HVB) a preluat Bank Austria, valoarea tranzacției fiind estimată la 7,8 miliarde de euro.
În anul 2005, HVB a fost preluată la rândul ei de către banca italiană UniCredit.
În urma acestor mutări, Bank Austria a devenit subsidiara austriacă a grupului Unicredit, dirijând afacerile din Europa Centrală și de Est ale grupului, inclusiv subsidiarele românești.

## Bank Austria în România
Bank Austria Creditanstalt este prezentă în România încă din 1998, prin subsidiara sa HVB Bank România, succesorul legal al Bank Austria Creditanstalt România.